# Complimentarius

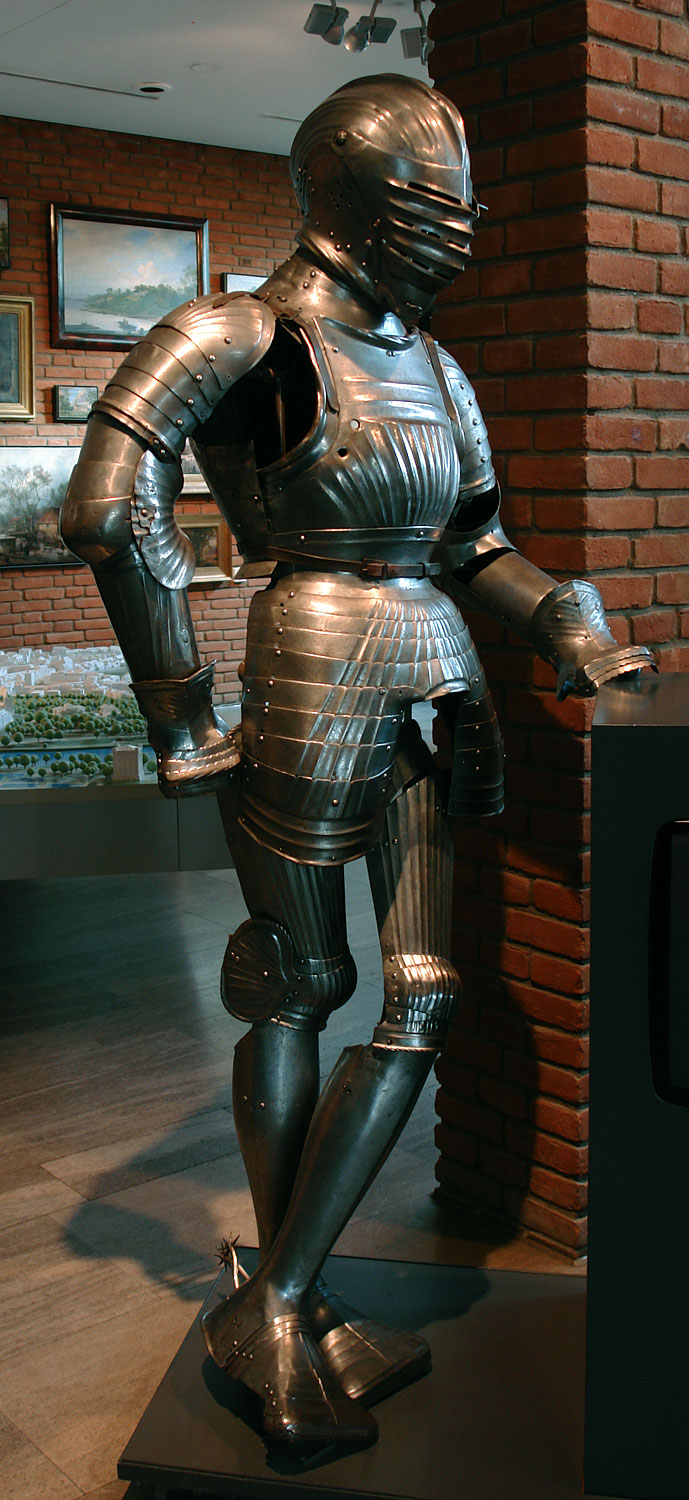
Die Rüstung des Complimentarius im Bremer Focke-Museum

Der Complimentarius (lat. etwa „Bücklingsmacher“), auch Geharnischter Mann genannt, war ein Salutierautomat, der vom 17. Jahrhundert bis zum frühen 19. Jahrhundert im Schütting zu Bremen stand und als eine der Sehenswürdigkeiten der Stadt galt.

## Der „Gruß“ des Complimentarius

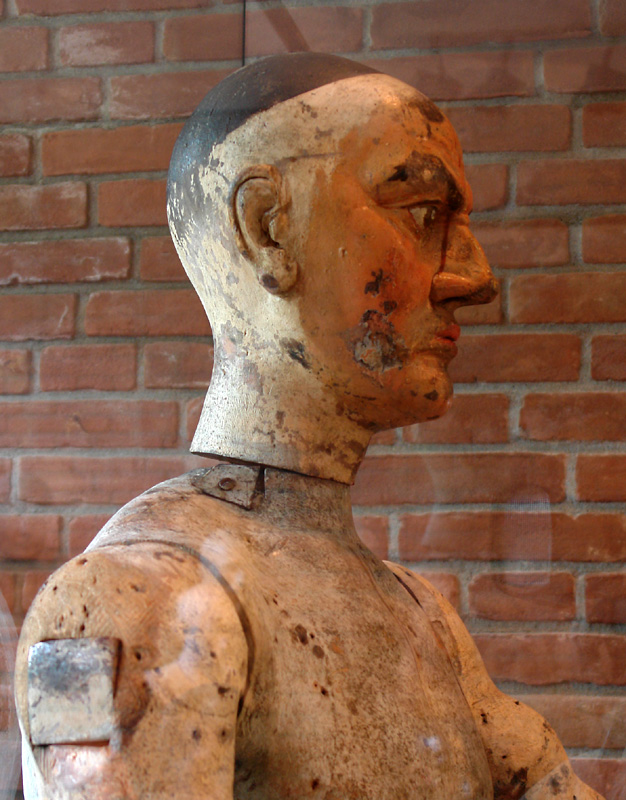
Kopf der Figur

Der Complimentarius bestand aus einer lebensgroßen Holzfigur mit einem geschnitzten und bemalten Gesicht, die einen Riefelharnisch mit Federschmuck am Helm trug. An der Rüstung war eine Klingenwaffe befestigt – vermutlich ein Rapier – und in der linken Hand hielt er einen Speer. Der Complimentarius stand in der großen Halle im ersten Stock des Schüttings nahe beim Eingang. Ein Mechanismus aus Gestängen und Gelenken, der im Inneren der Figur verlief und durch den Boden des Schütting fortgesetzt wurde, bewirkte, dass dieser beim Betreten zweier aufeinander folgender Treppenstufen, die in den Saal hinein führten, zunächst mit dem linken Arm, der den Speer hielt, das Visier seines Helms öffnete und sodann beim zweiten Schritt die rechte Hand zum Gruß hob. Die nachfolgende Entlastung der Treppenstufen bewirkte ein Nicken des Kopfes, welches das Visier wieder schloss, und ein Absenken beider Arme, so dass der Complimentarius wieder in seine Ausgangsstellung zurückkehrte.

## Die Geschichte des Complimentarius

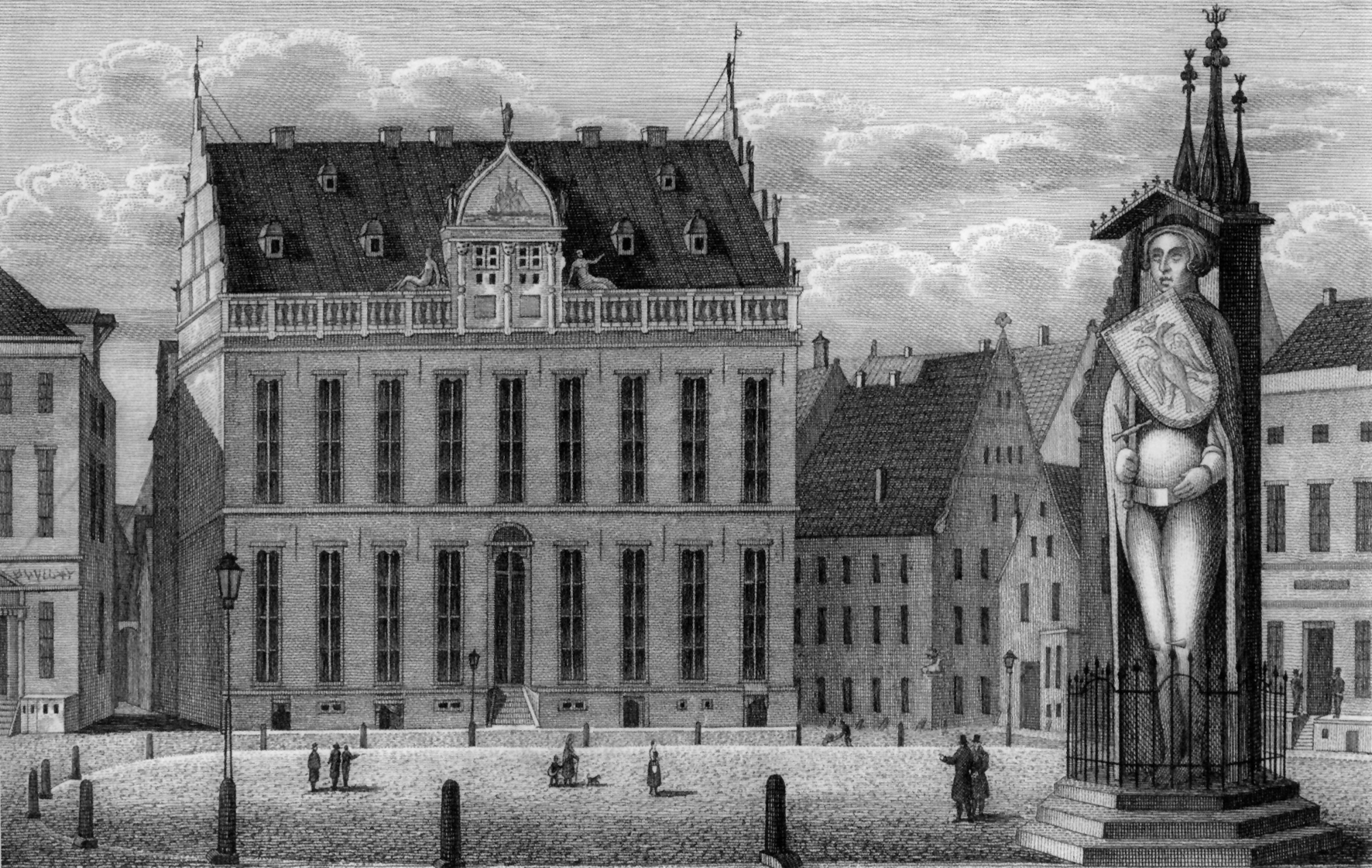
Der Schütting um 1833

Der Harnisch der Figur gehörte ursprünglich zum Kriegsgerät der Bremer Kaufmannschaft, die im 16. Jahrhundert gut 50 dieser Rüstungen ihr eigen nannte. Als 1601 neue Rüstungen angeschafft wurden, da die bisherigen gegen Feuerwaffen keinen ausreichenden Schutz mehr bieten konnten, wurden alle alten Rüstungen bis auf diese in Zahlung gegeben. Die früheste Erwähnung einer Figur mit Rüstung findet sich in einem Rechnungsbuch des Schüttings aus dem Jahre 1602, in dem verzeichnet ist: „Evert de Snitker makede de Bordt, dar de geharnischte Mann up stundt“ – also: „Evert der Tischler verfertigte das Brett, auf dem der geharnischte Mann stand.“
Wann genau und von wem der Salutiermechanismus in die Figur eingebaut wurde, ist unbekannt, spätestens jedoch existierte dieser ab 1676, da für dieses Jahr eine sogenannte „Präsidialrechnung“ des Schütting erhalten ist, die die Entlohnung eines Uhrmachers zur Reparatur des geharnischten Manns belegt. Vermutlich handelte es sich bei dieser Person um den Schmiedemeister und Kirchenuhrmacher Konrad Schmidt, der in weiteren Rechnungen aus den Jahren 1681, 1683 und 1685 namentlich erwähnt wird. Die Konstruktion eines „grüßenden Automaten“ durch die Kaufmannschaft ist als bürgerliche Variante einer Wunderkammer zu verstehen und entspricht dem Interesse der Spätrenaissance an Kuriositäten und Automaten.
Bis Anfang des 19. Jahrhunderts stand der Complimentarius durchgehend im Schütting und galt lange Zeit als Sehenswürdigkeit der Stadt, die in Reisehandbüchern und -berichten des 18. Jahrhunderts mehrfach Erwähnung findet. So schreibt zum Beispiel Zacharias Konrad von Uffenbach, der den Schütting 1710 besichtigte: „Vorne an der Thüre stehet ein geharnischter Mann, welcher, wann man hinein tritt, allemal beyde Arme beweget, und zwar den linken mit einem Javelier die Sturmhaube oder das Visier aufhebet, und das hölzerne angestrichene Gesicht zeiget. Dieses ist sehr artig auf folgende Manier gemacht, dass wenn man auf die erste Treppe tritt, auf welcher man in das Gemacht hinunter gehet, sich die Treppe etwa zwey Zoll unvermerkt hinunter beugt, und vermuthlich durch eine eiserne Feder, so drunter liegt, den einen Arm bewegt. Tritt man hernach auf die zweyte Treppe, hebt sich eben also der andere Arm jetzt gleichermaßen auf.“ Oder Thomas Lediards in seinem German Spy: „Am Fuß eines Abstiegs von drei Stufen, über die man in die Halle hinein kommt, steht die Figur eines Kriegers in vollständiger Rüstung, welche, mittels eines Mechanismus unter den Stufen, sobald man auf diese tritt um hinab zu gehen, das Visier ihres Helms mit ihrem Speer anhebt und dich grüßt.“
Die Faszination, die der Complimentarius auf die gebildeten Reisenden des 18. Jahrhunderts ausübte, steht zweifelsohne in Verbindung mit der im Zeitalter der Aufklärung entstandenen Vorstellung des „Menschen als Maschine“, die in vielfältiger Form in Philosophie, Naturwissenschaft und Kunst jener Epoche Ausdruck fand, so zum Beispiel in Julien Offray de La Mettries Werk L’homme machine, bei Jacques de Vaucansons Automaten Flötenspieler (1737) und Ente (1738) oder bei Wolfgang von Kempelens vermeintlicher Schachmaschine Der Türke (1769).

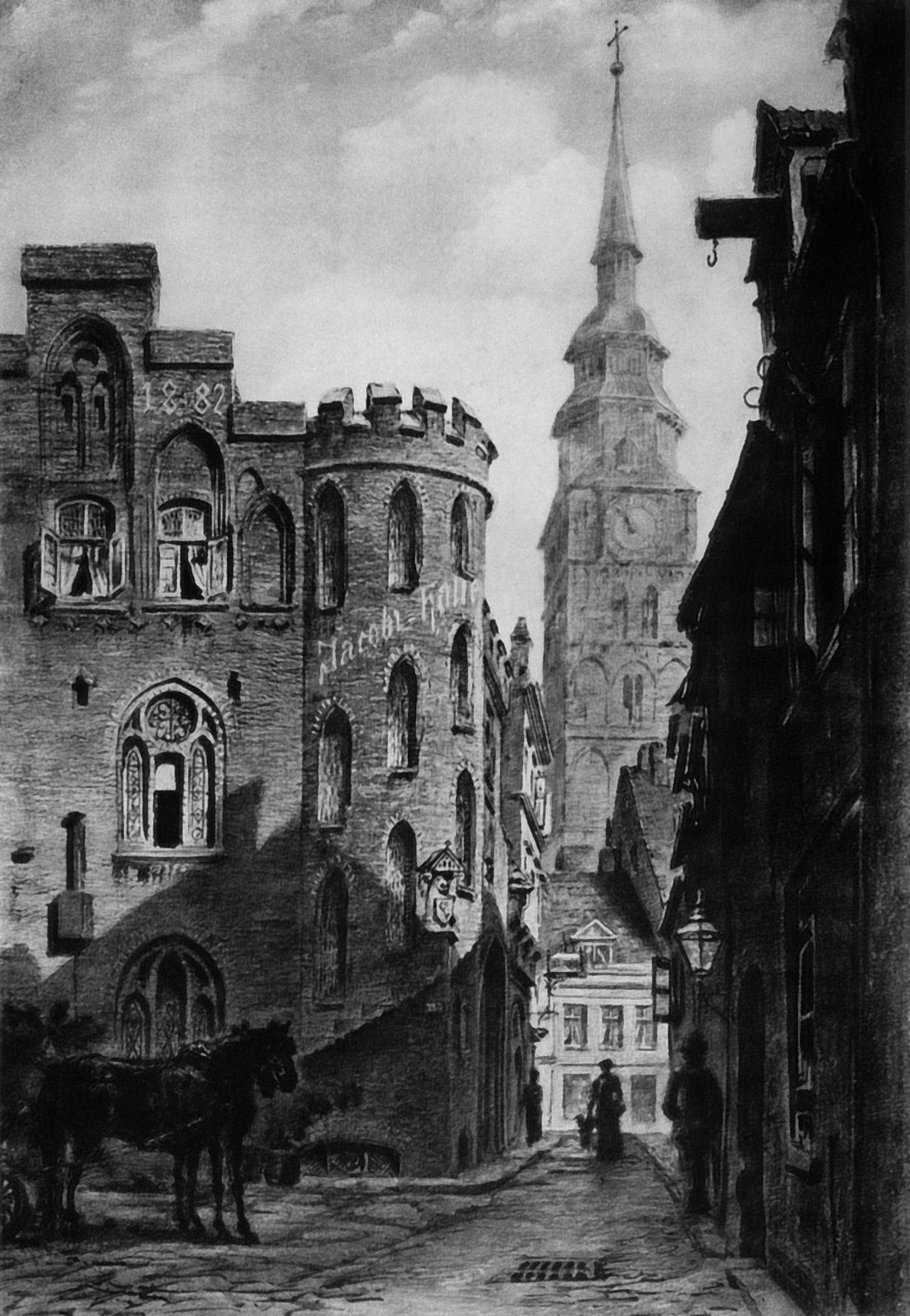
Die Jacobihalle, vormals das Schmiedeamt (um 1890). Im Hintergrund der Turm der St.-Ansgarii-Kirche

Um 1810 kam der Complimentarius dann – vermutlich anlässlich der Umwidmung des Schütting zum Gerichtsgebäude nach der Annexion Bremens durch das napoleonische Frankreich – in das so genannte „Schmiedeamt“, das Haus der Schmiedezunft, das sich im Chor der ehemaligen Jacobikirche befand. Dies ist kein Zufall, da die beiden Handwerker, die stets mit der Instandhaltung der Figur und ihres Mechanismus befasst waren, die zum Schmiedeamt gehörenden Rüstungs- und Uhrmacher waren. Auch im Schmiedeamt grüßte die Figur beim Betreten einer Treppe des Gebäudes, vermutlich jedoch nur mittels des linken Arms zum Öffnen des Visiers. Als die Schmiedezunft 1861 wegen der Einführung der Gewerbefreiheit aufgelöst wurde, gelangte der Complimentarius in den Besitz des Schlossermeisters Konrad Asendorpf, der den Chor der ehemaligen Jacobikirche gekauft und von Simon Loschen in eine Gaststätte, die „Jacobihalle“, hatte umbauen lassen. Hier stand die Figur wiederum einige Jahre im Eingang auf einer erhöhten Konsole, war jedoch nur noch ein reines Dekorationsobjekt ohne Salutierfunktion.
Zwischen 1876 und 1883 (der genaue Zeitpunkt ist unbekannt) wurde der Complimentarius dann von dem Kaufmann Friedrich Heinrich Carstens erworben, der ihn bald darauf an seinen Cousin, den in St. Petersburg geborenen und in Paris und Wiburg ansässigen Maler Wilhelm Tilman Grommé weiterverkaufte (auch hier ist der genaue Zeitpunkt unbekannt), der den Complimentarius nach Paris bringen ließ. Nach dem Tod des Malers kam er auf Grund einer testamentarischen Bestimmung Grommés jedoch im Jahr 1901 wieder zurück nach Bremen zu Carstens, der ihn mit weiteren Stücken aus dem Nachlass Grommés dem kurz zuvor gegründeten Historischen Museum – dem heutigen Focke-Museum – schenkte.
1958 wurde der Complimentarius auf der Ausstellung Das Goldene Zeitalter der großen Städte in Gent als Leihstück gezeigt. Dazu war er mit einer neuen elektrischen Automatik versehen, die auf Knopfdruck das Heben des linken Armes und Öffnen des Visiers bewirkte. Der rechte Arm wurde nicht bewegt und hielt stattdessen eine Hellebarde. Rüstung und Holzfigur sind heutzutage im Focke-Museum zu sehen.

## Die Legende des Complimentarius

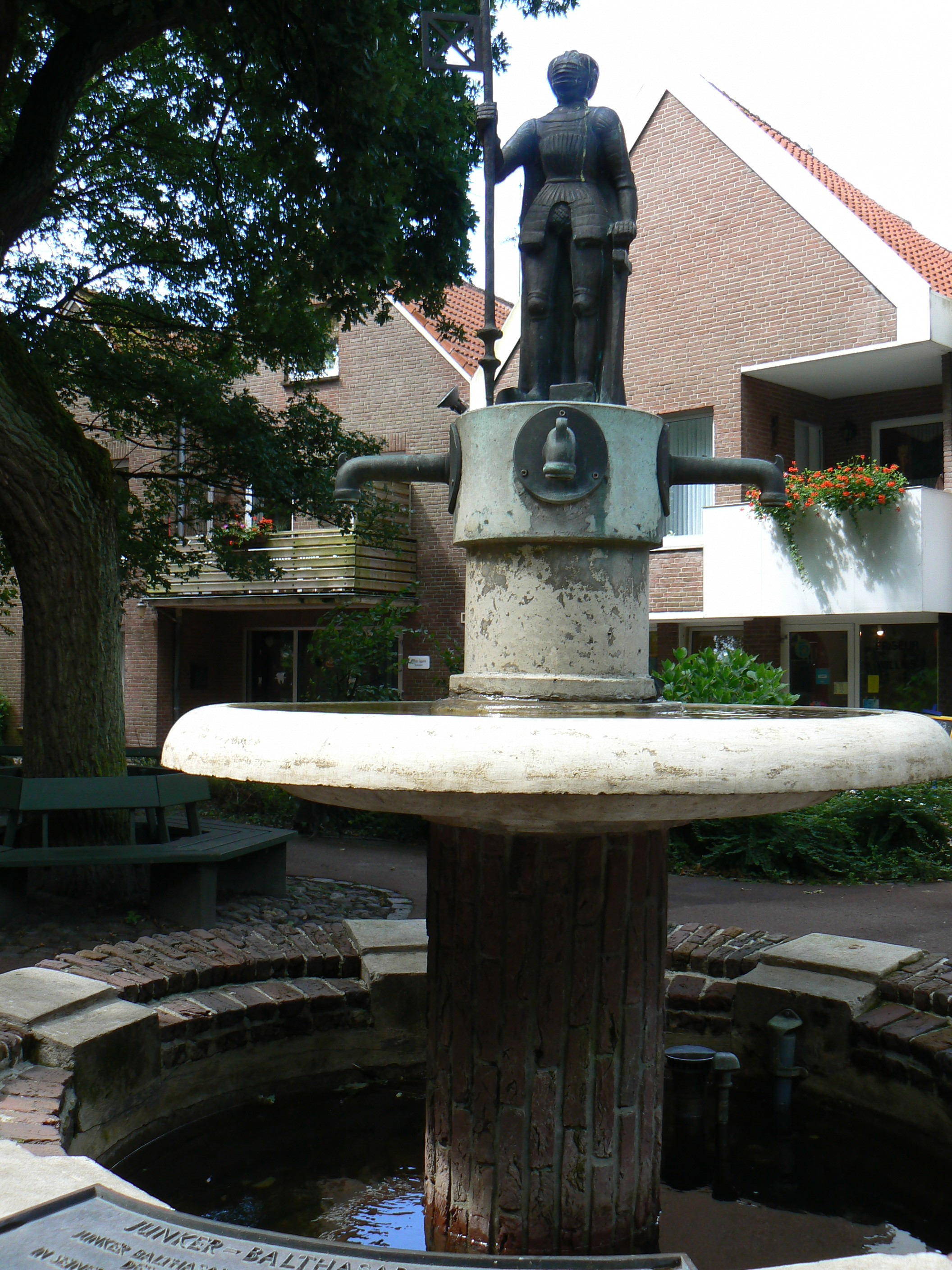
Der Junker-Balthasar-Brunnen in Esens

Anfang des 20. Jahrhunderts kam im Zusammenhang mit dem Complimentarius die Geschichte auf, dass es sich bei dessen Rüstung um den Harnisch des ostfriesischen Junkers Balthasar von Esens handele, der im 16. Jahrhundert mit Bremen im Krieg lag. Laut dieser Legende soll die Rüstung im Jahre 1540 – nach der Belagerung von Esens durch Bremer Truppen und dem Tode des Junkers – als Beute nach Bremen gebracht worden sein. Die Kaufmannschaft, deren Schiffe zuvor unter den Überfällen der Esenser besonders gelitten hatten, habe die Trophäe mit dem Salutiermechanismus versehen, damit der ehemalige Erzfeind für alle Zeiten den Kaufleuten seine Reverenz erweisen sollte. Abgesehen von der zeitlichen Nähe zwischen dem Sieg über Balthasar von Esens und der Ausstellung des „geharnischen Manns“ gibt es keinerlei Indizien oder gar schriftliche Belege für die Richtigkeit dieser Geschichte, vielmehr legen alle bekannten Aufzeichnungen nahe, dass der Harnisch – wie oben erwähnt – aus eigenen Beständen des Schütting stammt.